# Jenaz
Jenaz (rm. Gianatsch) – miejscowość i gmina w południowo-wschodniej Szwajcarii, w kantonie Gryzonia, w regionie Prättigau/Davos.

## Demografia
W Jenaz mieszka 1 147 osób. W 2020 roku 8,4% populacji gminy stanowiły osoby urodzone poza Szwajcarią. 

## Transport
Przez teren gminy przebiega droga główna nr 28. 